# Aaron Holiday
Aaron Shawn Holiday (Ruston, Luisiana, 30 de septiembre de 1996) es un baloncestista estadounidense que pertenece a la plantilla de Houston Rockets de la NBA. Con 1,83 metros de estatura, juega en la posición de base.
Es hermano menor de los también baloncestistas de la NBA Justin y Jrue Holiday.

## Trayectoria deportiva

### Universidad

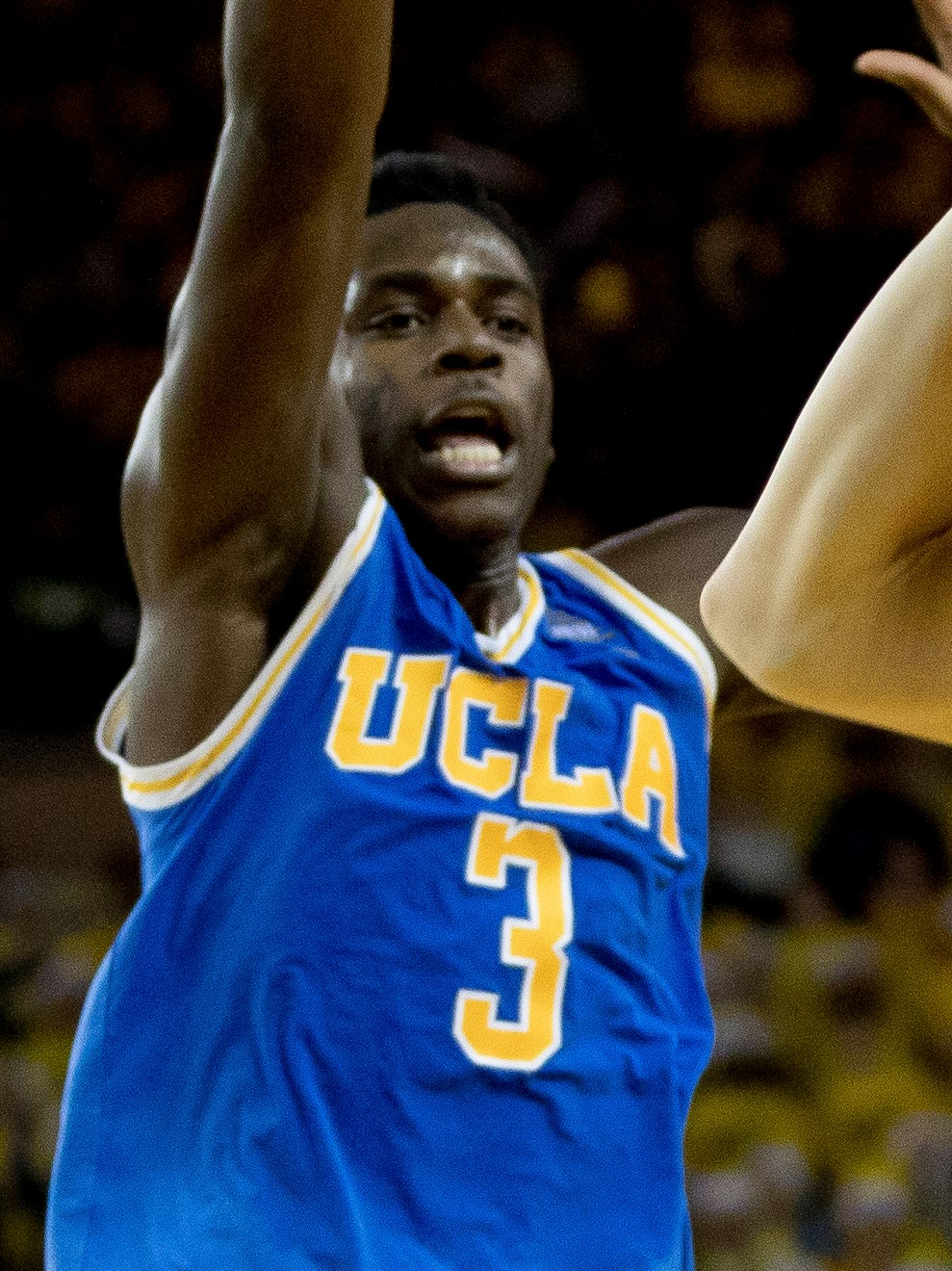
Holiday con los UCLA Bruins en 2017.

Jugó tres temporadas con los Bruins de la Universidad de California, Los Ángeles, en las que promedió 14,3 puntos, 3,2 rebotes, 4,7 asistencias y 1,2 robos de balón por partido. En su temporada júnior fue incluido en el mejor quinteto de la Pac-12 Conference y también en el mejor quinteto defensivo de la conferencia.
Eas temporada se convirtió en el primer jugador desde Ed O'Bannon en 1995 en promediar más de 20 puntos para los Bruins, y el primero en liderar la conferencia en anotación desde que lo hiciera Reggie Miller en 1987. Fue además el segundo Bruin en promediar al menos 19 puntos y 5 asistencias, uniéndose a Bill Walton en la temporada 1973-74. Al término de la misma, se declaró elegible para el Draft de la NBA, renunciando a su último año como universitario.

#### Estadísticas
| Año     | Equipo | PJ  | PT | MPP  | %TC  | %3P  | %TL  | RPP | APP | ROB | TPP | PPP  |
| ------- | ------ | --- | -- | ---- | ---- | ---- | ---- | --- | --- | --- | --- | ---- |
| 2015–16 | UCLA   | 32  | 32 | 31.7 | .394 | .419 | .727 | 3.0 | 4.0 | 1.4 | .3  | 10.3 |
| 2016–17 | UCLA   | 36  | 0  | 26.4 | .485 | .411 | .793 | 2.9 | 4.4 | 1.1 | .2  | 12.3 |
| 2017–18 | UCLA   | 33  | 33 | 37.7 | .461 | .429 | .828 | 3.7 | 5.8 | 1.3 | .2  | 20.3 |
| Total   | Total  | 101 | 65 | 31.8 | .450 | .422 | .795 | 3.2 | 4.7 | 1.2 | .2  | 14.3 |

### Profesional
Fue elegido en la vigesimotercera posición del Draft de la NBA de 2018 por Indiana Pacers.
Tras tres temporadas el Indiana, el 29 de julio de 2021, durante la noche del draft de la NBA, se hace oficial su traspaso a Washington Wizards.
El 10 de febrero de 2022 es traspasado a Phoenix Suns.
El 6 de julio de 2022 firma como agente libre con Atlanta Hawks.
El 6 de julio de 2023 firma como agente libre con Houston Rockets por una temporada.

## Estadísticas de su carrera en la NBA

### Temporada regular
| Año     | Equipo     | PJ  | PT | MPP  | %TC  | %3P  | %TL  | RPP | APP | ROB | TPP | PPP |
| ------- | ---------- | --- | -- | ---- | ---- | ---- | ---- | --- | --- | --- | --- | --- |
| 2018-19 | Indiana    | 50  | 0  | 12.9 | .401 | .339 | .820 | 1.3 | 1.7 | .4  | .3  | 5.9 |
| 2019-20 | Indiana    | 66  | 33 | 24.5 | .414 | .394 | .851 | 2.4 | 3.4 | .8  | .2  | 9.5 |
| 2020-21 | Indiana    | 66  | 8  | 17.8 | .390 | .368 | .819 | 1.3 | 1.9 | .7  | .2  | 7.2 |
| 2021-22 | Washington | 41  | 14 | 16.2 | .467 | .343 | .800 | 1.6 | 1.9 | .6  | .2  | 6.1 |
| 2021-22 | Phoenix    | 22  | 1  | 16.3 | .411 | .444 | .939 | 2.5 | 3.4 | .8  | .0  | 6.8 |
| 2022-23 | Atlanta    | 63  | 6  | 13.4 | .418 | .409 | .844 | 1.2 | 1.4 | .6  | .2  | 3.9 |
| 2023-24 | Houston    | 78  | 1  | 16.3 | .446 | .387 | .921 | 1.6 | 1.8 | .5  | .1  | 6.6 |
| 2024-25 | Houston    | 61  | 3  | 12.8 | .436 | .395 | .829 | 1.3 | 1.3 | .3  | .2  | 5.5 |
| Total   | Total      | 447 | 66 | 16.5 | .421 | .382 | .851 | 1.6 | 2.0 | .6  | .2  | 6.5 |

### Playoffs
| Año   | Equipo  | PJ | PT | MPP  | %TC  | %3P  | %TL  | RPP | APP | ROB | TPP | PPP |
| ----- | ------- | -- | -- | ---- | ---- | ---- | ---- | --- | --- | --- | --- | --- |
| 2019  | Indiana | 3  | 0  | 4.3  | .400 | .500 | –    | .0  | .0  | .0  | .0  | 1.7 |
| 2020  | Indiana | 4  | 2  | 18.0 | .571 | .444 | .600 | 1.3 | 2.5 | 1.0 | .0  | 7.8 |
| 2022  | Phoenix | 6  | 0  | 3.3  | .571 | .714 | .000 | .5  | 1.5 | .5  | .2  | 3.5 |
| 2023  | Atlanta | 1  | 0  | 4.0  | —    | —    | —    | .0  | 1.0 | .0  | .0  | .0  |
| 2025  | Houston | 3  | 0  | 9.0  | .400 | .400 | .500 | .7  | 1.0 | .0  | .0  | 4.0 |
| Total | Total   | 17 | 2  | 8.0  | .520 | .522 | .500 | .6  | 1.4 | .4  | .1  | 4.1 |

## Vida personal
Holiday es hijo de Shawn y Toya (née DeCree) Holiday. Sus padres, jugaron al baloncesto en la universidad de Arizona State, donde Toya fue nombrada Jugadora del Año de la Pac-12 Conference en 1982.
Los tres hermanos Holiday: Justin (n. 1989), Jrue (n. 1990) y Aaron (n. 1996) son jugadores de la NBA, mientras que su hermana Lauren jugó con UCLA.